# نورفک
نورفِک (به انگلیسی: Norfolk) (‎/ˈnɔːrfək/‎) یکی از شهرستان کشور انگلستان است که در ناحیه شرق انگلستان قرار دارد.
این شهرستان در سال ۲۰۱۱ میلادی ۸۵۹٬۴۰۰ نفر جمعیت داشته و مرکز آن شهر نوریچ است.

## نگارخانه

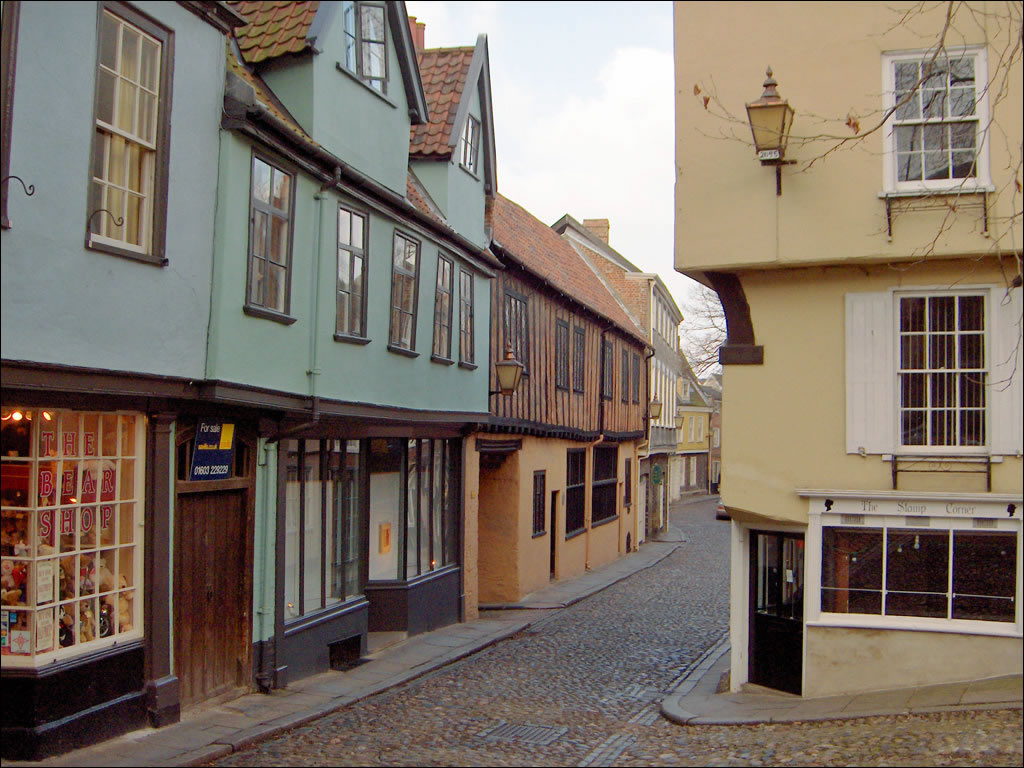
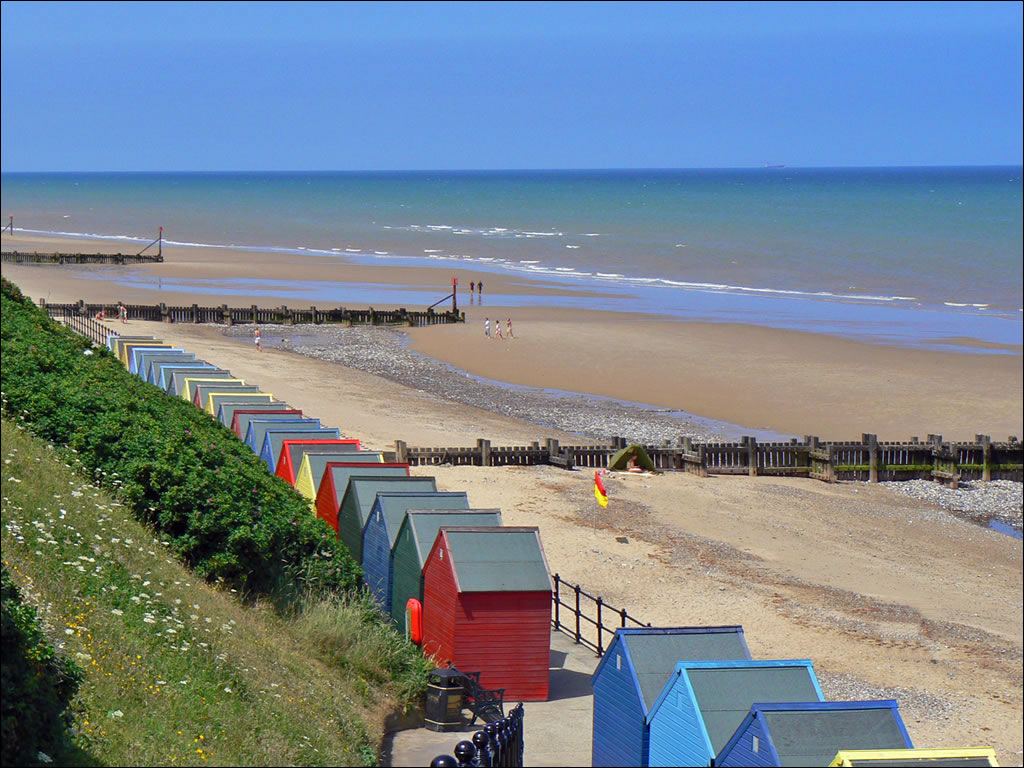
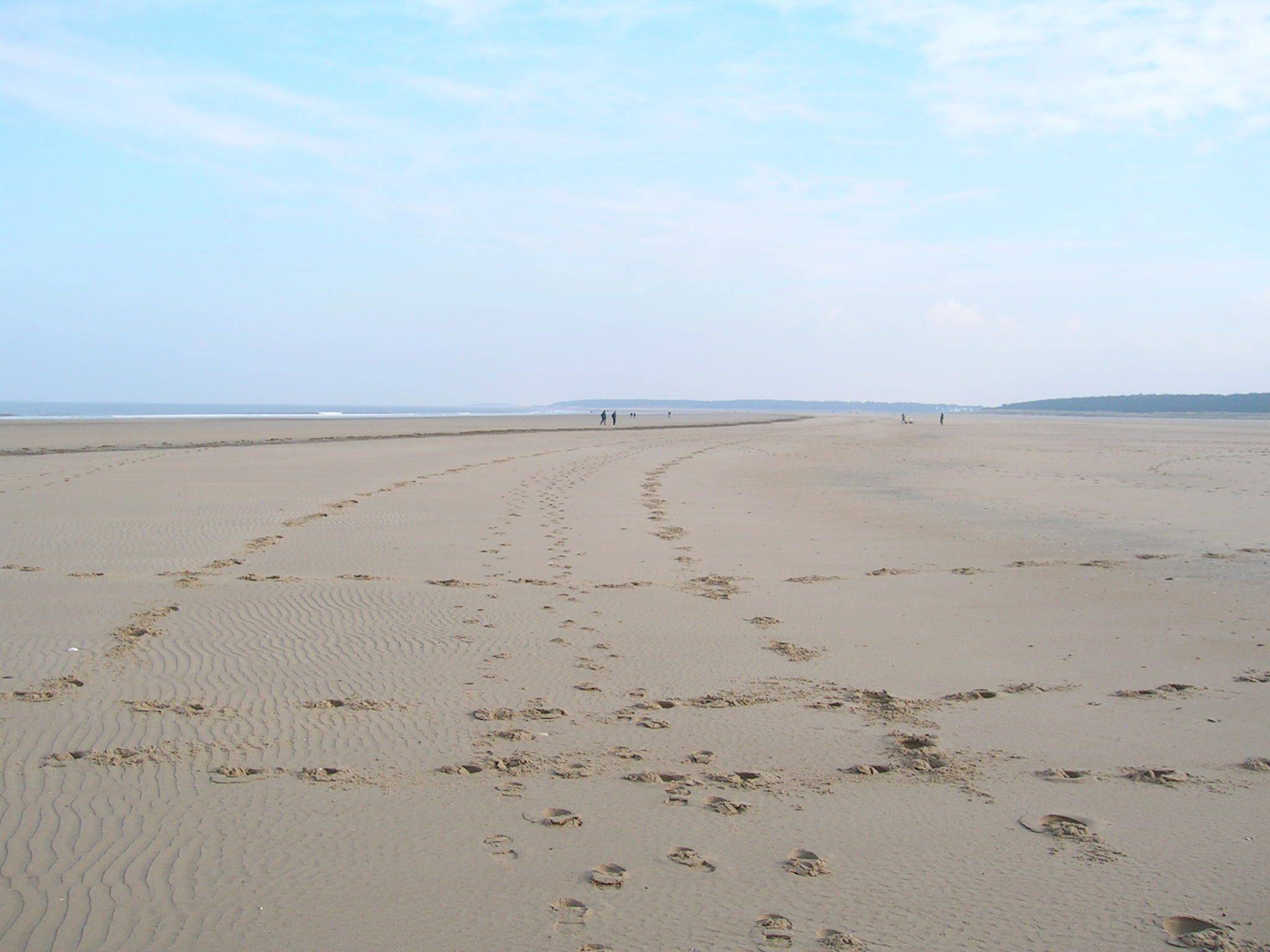

## منطقه‌ها
1. نوریچ
2. نورفک جنوبی
3. بورو آف گریت یارموث
4. برودلند
5. نورفک شمالی
6. کینگز لین و نورفوک غربی
7. بخش برکلند

## افراد مشهور
- جیمز بلانت
- توماس براون
- هاوارد کارتر
- دایانا، شاهدخت ولز
- استیفن فرای
- سیه‌نا گیلری
- راجر تیلور
- دنی میلز
- هوریشیو نلسون
- توماس پین
- رونان پاک
- متیو پینسنت
- فیلیپ پولمن
- آنا سیول
- جورج ونکوور
- رابرت والپول